# Буњара
Буњара (итал. Bugnara) је насеље у Италији у округу Л'Аквила, региону Абруцо.
Према процени из 2011. у насељу је живело 776 становника. Насеље се налази на надморској висини од 503 м.

## Становништво
| 1931. | 1936. | 1951. | 1961. | 1971. | 1981. | 1991. | 2001. | 2011. |
| ----- | ----- | ----- | ----- | ----- | ----- | ----- | ----- | ----- |
| 2.945 | 2.842 | 2.481 | 1.861 | 1.230 | 1.156 | 1.161 | 1.035 | 1.106 |